# Rhaeboctesis exilis
Rhaeboctesis exilis är en spindelart som beskrevs av Tucker 1920. Rhaeboctesis exilis ingår i släktet Rhaeboctesis och familjen månspindlar. Inga underarter finns listade i Catalogue of Life.